# غريغ بويد
غريغ بويد (بالإنجليزية: Greg Boyd)‏ هو عالم عقيدة أمريكي، ولد في 2 يونيو 1957.

## وصلات خارجية
- الموقع الرسمي